# Kanton Danjoutin
Het Kanton Danjoutin is een voormalig kanton van het departement Territoire de Belfort in Frankrijk. Het kanton maakte deel uit van het arrondissement Belfort.
Op 22 maart 2015 werd het kanton opgeheven. De gemeenten Danjoutin en Pérouse werden opgenomen in het nieuwgevormde kanton Bavilliers, de gemeenten Autrechêne, Fontenelle en Novillard werden bij het kanton Grandvillars gevoegd en de overige gemeenten bij het kanton Châtenois-les-Forges.

## Gemeenten
Het kanton Danjoutin omvatte de volgende gemeenten:
- Andelnans
- Autrechêne
- Charmois
- Chèvremont
- Danjoutin (hoofdplaats)
- Fontenelle
- Meroux
- Moval
- Novillard
- Pérouse
- Sevenans
- Vézelois